# Fraude sociale
Ne doit pas être confondu avec Fraude fiscale.
La fraude sociale est l'ensemble des actions illégales intentionnelles pour échapper aux cotisations sociales ou pour bénéficier de manière indue des prestations sociales. 

## Caractéristiques
La fraude sociale regroupe ainsi deux notions distinctes : 
- la fraude aux cotisations sociales (largement majoritaire[1]) d'une part,
- la fraude aux prestations sociales d'autre part[2].

Les fraudes à la sécurité sociale peuvent prendre différentes formes.
- les fraudes aux prestations pratiquées par des assurés sociaux ;
- les fraudes commises par des entreprises ;
- les fraudes effectuées par des professionnels de santé (médecins, infirmiers...)[3].

## Genèse de la notion
Aux États-Unis, la dénonciation d’une « fraude sociale » se propage dans les années 1940 et 1950 à la suite du New Deal. Celle-ci s’articule progressivement à des formes de stigmatisation racistes et vise en particulier les familles noires et les mères célibataires. Dans ce registre, une figure emblématique est celle du mythe de la welfare queen.  
Dans le cas français, tout en soulignant la longue histoire de la « stigmatisation des pauvres », le sociologue Vincent Dubois identifie un tournant en 1995 dans l'invention d'un problème autour de la « fraude sociale », sous le gouvernement d’Alain Juppé. Il y voit en partie une logique conjoncturelle : la droite au pouvoir met à l’agenda l’idée qu’il existerait des abus en matière de protection sociale alors qu’elle peine à tenir ses promesses électorales.